# Pilar Valero
María Pilar Valero Cebrián (Saragozza, 27 maggio 1970 – Saragozza, 7 novembre 2022) è stata una cestista e allenatrice di pallacanestro spagnola.
Pilar Valero è morta nel 2022 dopo una lunga malattia.

## Carriera
Con la Spagna disputò due edizioni dei Campionati mondiali (1994, 1998) e tre dei Campionati europei (1993, 1995, 1997).